# Rulandské bílé

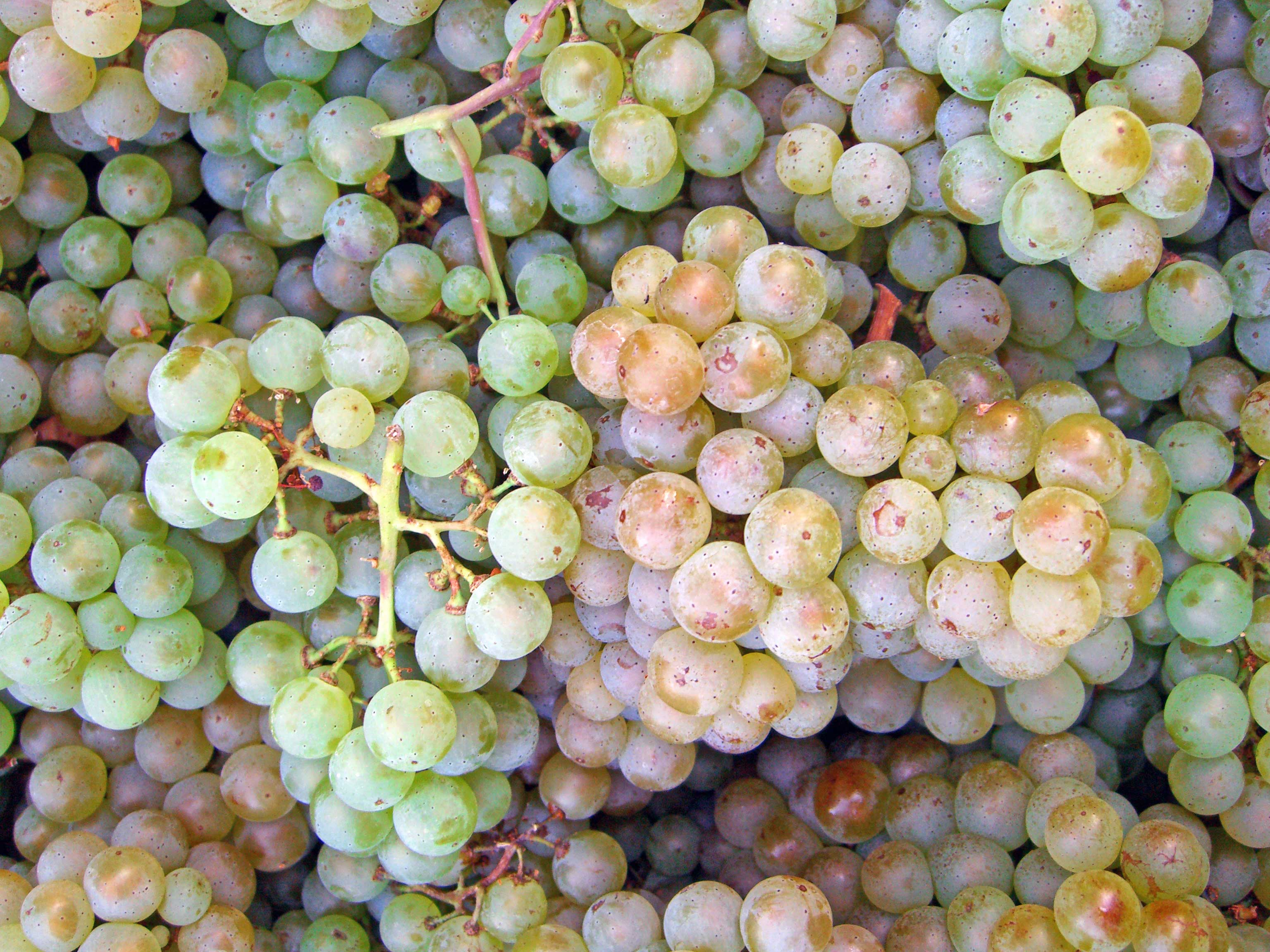
Hrozny odrůdy Rulandské bílé

Rulandské bílé (zkr. RB, mezinárodně používaný název Pinot Blanc) je starobylá moštová odrůda révy vinné (Vitis vinifera), pocházející pravděpodobně z oblasti Burgundska, spontánní pupenová mutace odrůdy Rulandské šedé (Pinot Gris).

## Popis
Réva vinná (Vitis vinifera) odrůda Rulandské bílé je jednodomá dřevitá pnoucí liána dorůstající v kultuře až několika metrů. Kmen tloušťky až několik centimetrů je pokryt světlou borkou, která se loupe v pruzích. Úponky révy jsou dlouhé, umožňují této rostlině pnout se po pevných předmětech. Růst je středně bujný až bujný s polovzpřímenými letorosty. Včelka je bělavě zelená, hustě ochlupená, s načervenalými okraji. Vrcholek letorostu je středně silně bíle vlnatě ochmýřený, velmi slabě pigmentovaný antokyaniny, s bělavě zlacenými vrcholovými lístky. Internodia a nodia jsou kratší, zelená, červeně pruhovaná, pupeny jsou průměrně pigmentované antokyaniny. Mladé lístky jsou zelené s bronzovými skvrnami, takřka bez pigmentace antokyaniny, slabě bíle vlnatě ochmýřené. Jednoleté réví je poměrně tenké, tmavě kaštanové barvy, rýhované, na průřezu eliptické, dobře vyzrává. Zimní pupeny jsou středně velké, širší, tupé.
List je středně velký, se zvlněným až zkadeřeným povrchem, tvar čepele okrouhlý či čtvercový, troj až pětilaločnatý s mělkými horními bočními výkroji, s ostrým, málo výrazným zoubkováním na okraji. Vrchní strana čepele listu je matná, tmavě zelená, středně až silně puchýřnatá, spodní hladká až velmi slabě ochmýřená, žilnatina v oblasti připojení řapíku je takřka bez pigmentace antokyaniny, řapík listu je krátký až středně dlouhý, delší, než medián listu, narůžovělý, řapíkový výkroj je otevřený, buď široce klenutý ve tvaru písmene „V“, nebo lyrovitý, u báze řapíku trochu zaostřený. Podzimní barva listu je žlutá.
Oboupohlavní pětičetné květy v hroznovitých květenstvích jsou žlutozelené, samosprašné. Plodem je malá až středně velká (12-15 mm, 1,4 g), kulatá až vejčitá, ojíněná bobule žlutozelené barvy. Bobule jsou nejednotné velikosti. Slupka je středně pevná, průměrně ojíněná, dužina je značně řídká, šťavnatá, nezbarvená, jemná, neutrální chuti. Stopečka bobule je krátká, obtížně oddělitelná. Semeno je středně velké, kulaté, s krátkým zobáčkem. Hrozen je malý až středně velký (100-120 mm, 90-105 g), krátce válcovitý, hustý a kompaktní, málokdy s křidélky, s krátkou, silnou a tvrdou, málo až průměrně lignifikovanou stopkou.

## Původ a rozšíření
Rulandské bílé je starobylá francouzská moštová odrůda vinné révy (Vitis vinifera), spontánní, pupenová mutace odrůdy Rulandské šedé (Pinot Gris), selektovaná dále v Alsasku, v 19. století, šlechtitelem Christianem Oberlinem. V Alsasku se nicméně odrůda prokazatelně pěstuje již od 14. století. O faktu, že se jedná o mutaci odrůdy Rulandské šedé, se lze přesvědčit na ojedinělých keřích révy, na kterých se mohou současně vyvíjet bílé i šedé hrozny.
Celá skupina odrůd Pinot, tzv. burgundských odrůd, zřejmě pochází z Burgundska a je dnes rozšířena po celém světě. K tradičním oblastem pěstování odrůdy Rulandské bílé patří samozřejmě Francie, odrůda je zde pěstována v Alsasku, v Burgundsku a v oblasti Champagne, roku 2008 celkově na 1 262 hektarech, jsou zde k dispozici dva registrované klony. V Itálii byla odrůda pěstována roku 1982 na 6.192 ha, v Německu roku 2007 na 3 589 ha, dále ji najdeme například v Rakousku, ve Švýcarsku, celkově byla pěstována roku 2005 na 17 000 ha plochy vinic.
Ve Státní odrůdové knize České republiky je odrůda zapsána pod názvem Burgundské bílé od roku 1941 do roku 1993, od roku 1993 pod názvem Rulandské bílé. Název Burgundské bílé se musel změnit na základě rozhodnutí soudu v Haagu, vycházejícího z mezinárodní lisabonské dohody na ochranu označení původu a tehdejšího nesouhlasu vinařské veřejnosti s daleko vhodnějším názvem Pinot blanc, který má odrůda v celém vinařském světě. Odrůda je zapsána též v listině odrůd SR. V České republice je pěstována ve všech podoblastech obou vinařských oblastí, roku 1990 byla vysazena na 1 273 hektarech a tvořila tak 5 % veškeré plochy vinohradů (před 65 lety to bylo 2 %, roku 2010 to je 4,7 %). Průměrné stáří vinic této odrůdy činí roku 2010 asi 22 let. Nadprůměrně je zastoupena v podoblastech slovácké (Uherské Hradiště, Kudlovice, Jalubí, Modrá, Velehrad, Tupesy, Zlechov) a litoměřické. Na Slovensku je vysazena na 875 hektarech (5,78 % plochy vinic). Udržovateli odrůdy jsou v ČR Ampelos – Šlechtitelská stanice vinařská Znojmo, Ing. Miloš Michlovský a Šlechtitelská stanice vinařská Velké Pavlovice. 

## Název
Označení tří členů skupiny odrůd Pinot názvem „Rulandské“ je paradoxní. Název „Rulandské“ původně vycházel z německého názvu odrůdy Pinot Gris, tedy „Ruländer“. O rozšíření odrůdy Pinot Gris v Německu se totiž zasloužil Johann Seger Ruland ze Speyeru. Ale neexistuje žádný důvod k pojmenování dalších dvou burgundských odrůd jménem tohoto obchodníka. Český název Rulandské pro celou skupinu burgundských odrůd se tak stal světovou raritou. V České republice je povoleno uvádět na etiketě vín odrůdy Rulandské bílé i název Pinot Blanc.
Mezinárodní název skupiny „Pinot“ vychází z francouzského slova „pin“, v překladu „pinie, borovice“. Hrozen odrůd této skupiny je totiž poměrně malý a velmi kompaktní, svým vzhledem opravdu může připomínat šišku borovice pinie. Přídomek „blanc“, tedy česky bílý, označuje odrůdu, jejíž hrozny jsou používány k výrobě bílých vín.
Další, lokálně používaná synonyma odrůdy Rulandské bílé jsou : Пино блан, Шенэн Блан, Стин, Пино де ла Луара, Вейсбургундер, Пино белый (vše Rusko), Arbst Weiß, Arnaison Blanc, Arnoison, Auvernas, Auvernat, A. Blanc, Beli Pinot, Beyaz Burgunder, Biela Klevanjka, Blanc de Champagne, Bon Blanc, Borgogna Bianca, B. Bianco (Španělsko), Borgognino, Borgona Blanco, Burgunda, Burgundac Beli, Burgunder Blanc, B. Weiß (Rakousko, Německo), B. Weisser, Burgundi Fehér, B. Kisfeher, Bugundske Biele, Chardenay, Chardenet, Claevner, Clevner, Daune Epinette, Epinette Blanche, Féher Burgundi, F. Kisburgundi, F. Klevner, Féherburgundi, Fin Plant Doré, Gentil Blanc, Kisburgundi Féher, Kleinedel (Francie), Kleiner Weiß, Klevner, Moreote Variété Blanche, Morrilon Blanc, Noirien Blanc, Pineau, P. Blanc, Pino Belyi (Rusko), P. Blan (Bulharsko), Pinot Bianco (Itálie), P. Bianco Verde, Pinot Blanc, P. Blanc d'Alsace, P. Blanc Vrai, P. Branco, P. Doux, P. Verde, Plant de la Dôle, P. Doré, Roci Bile, Roučí Bílé, Ruländer Weiß, Später Weisser Burgunder, Vert Plant, Weißarbst, Weißburgunder, Weißclevner, Weißklevner, Weißer Klevner, Weißer Ruländer, Weiss Edler, W. Silber.

## Příbuzné odrůdy
Do skupiny odrůd Pinot jsou řazeny vedle odrůd Pinot Blanc (Rulandské bílé), Pinot Gris (Rulandské šedé) a Pinot Noir (Rulandské modré) dále ještě odrůdy Pinot Meunier (Mlynářka), Pinot Précoce Noir (Jakubské), Auxerrois Blanc a Chardonnay. Na Novém Zélandu je registrována ještě odrůda Pinot Blanc Hatif, která je, dle názvu, ranějšího zrání než odrůda Rulandské bílé.

## Pěstování
Vhodné podnože pro hlinité půdy jsou SO-4 a T 5C, pro půdy horší, pro velké tvary a pro ekologické hospodaření Cr 2 nebo K 5BB. Vhodné je střední i vysoké vedení s řezem na dlouhé tažně při zatížení 8 až 10 plodonosných oček na m². Na menších tvarech při hustší výsadbě květenství v nepříznivém počasí sprchává. Výnosy jsou střední až vysoké a relativně stabilní, 8 až 12 t/ha, cukernatost 16 až 23 °NM, v dobrých ročnících odrůda poskytuje surovinu k produkci v jakosti až výběrů z hroznů, obsah kyselin bývá 9 až 14 g/l.

### Fenologie
Doba rašení oček je středně pozdní (druhá polovina dubna), kvetení je však rané (v první dekádě června). Sklizňová zralost začíná v ČR ve druhé polovině září, sklízí se až do počátku října.

### Choroby a škůdci
Odrůda poměrně dobře odolává plísni révové (Plasmopara viticola), padlí révovému (Uncinula necator), červené spále (Pseudopeziza tracheiphila) i černé skvrnitosti (Phomopsis viticola). Jemná slupka bobulí bývá často napadána plísní šedou (Botrytis cinerea). Z viróz je rozšířena hlavně svinutka, odolnost proti škůdcům je v běžných mezích. Pro dobré vyzrávání dřeva je odolnost vůči mrazu téměř na úrovni Ryzlinku rýnského. Odrůda bývá někdy poškozována jarními mrazíky.

### Poloha a půdy
Odrůda klade vysoké nároky na polohu i půdy. Polohy vyžaduje slunné a teplé, vhodné jsou mírné svahy s jižní expozicí. Půdy jsou vhodné záhřevné, hlubší, dostatečně vododržné a s vyšším obsahem CaCO3, který podporuje tvorbu aromatických látek. Nejlepší jsou půdy štěrkovité, hlinité nebo sprašové, sucho snáší odrůda dobře.

## Víno

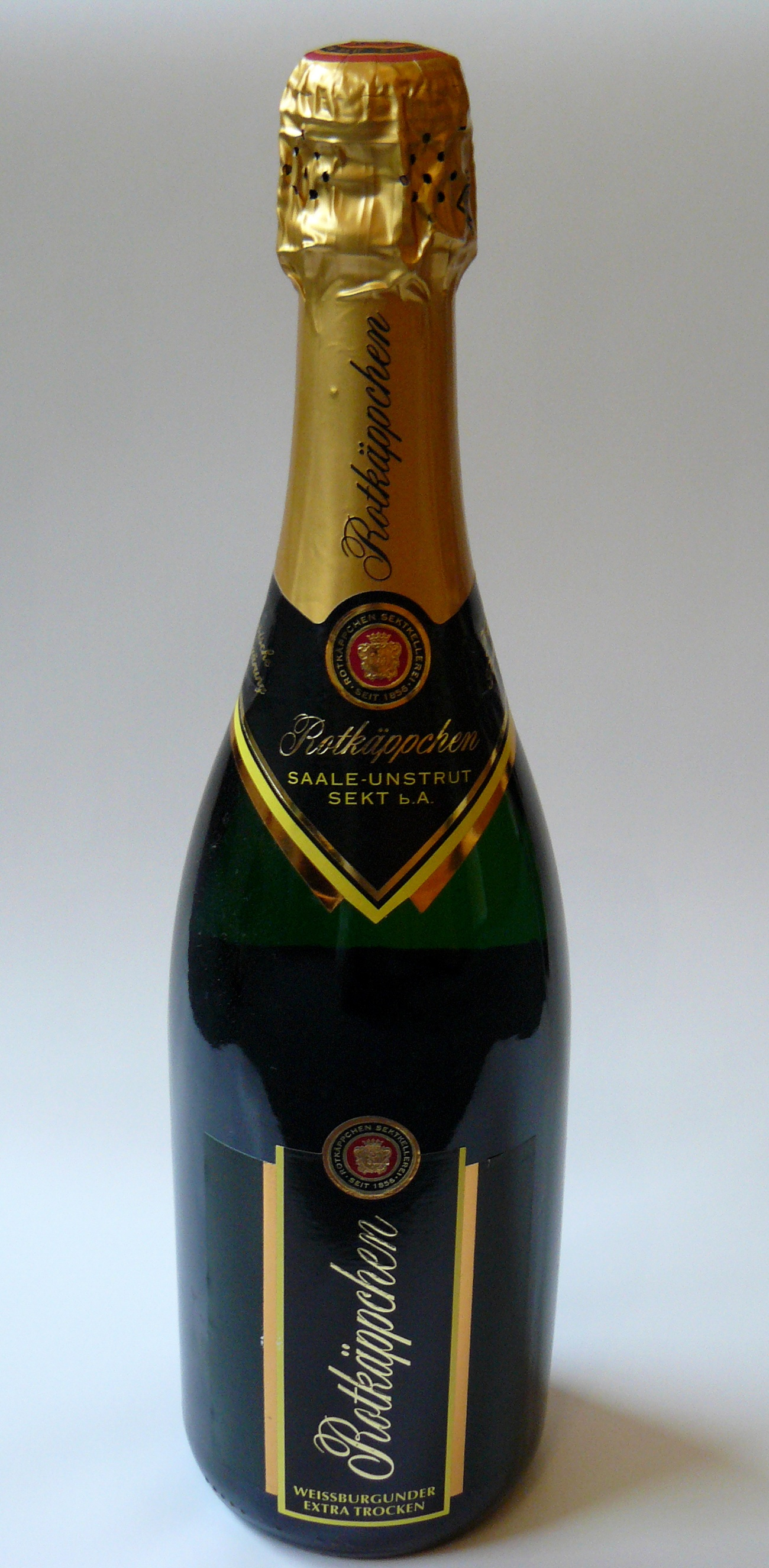
Láhev odrůdového sektu Rotkäppchen z německé oblasti Unstrut (Freyburg)

Na celém světě patří vína Rulandského bílého mezi klasická. K tomu, aby byly splněny předpoklady pro takové ocenění, nesmějí být výnosy příliš vysoké a vyzrálost hroznů musí být alespoň kvality pozdního sběru. Při nadměrném výnosu nebo u nedozrálých hroznů jsou vína hrubá, tvrdá, prázdná a žádným ležením se nezlepší. RB je vhodné pro tvorbu výběrů z hroznů, ale také výběrů z bobulí i botrytických výběrů. Současně je to výborná surovina pro šumivá vína (například v Alsasku) a také pro zrání v barikových sudech (Bádensko). Kyselina vín těchto vyšších kategorií je zralá, což zvyšuje přitažlivost a při řízeném kvašení se v nich zachovají i jemné květinové vůně. Ležením se taková vína ještě více zaplňují a získávají na viskozitě, jejich barevné tóny se zvýrazní.
Typická odrůdová vína jsou světle žlutá až zlatavě zelenožlutá, jemné květinové neutrální vůně, u vyzrálého vína chlebnaté. Chuť je plná, dlouhotrvající, bohatá na extraktivní látky, harmonická, elegantní. Ve vůni a chuti můžeme hledat hrušky, broskev, červené ovoce, lískové oříšky, mandle, chlebovou kůrku, máslo, vanilku, jemnou kouřovou příchuť, citrusové plody a lipový květ. Acidita by měla být svěží, příjemná, ne příliš drsná, jako někdy u mladých vín. Vína jsou vhodná k dlouhodobé archivaci.

### Stolování
Vína Rulandského bílého lze podávat při slavnostnějších příležitostech k bohatém výběru masitých jídel. Hodí se dobře i k uzeným rybám, k pečením, k sýrům s ušlechtilými plísněmi. Také k hutnější, ale ne příliš výrazné úpravě hovězího i vepřového masa, k hustším polévkám, k výraznějším paštikám a k uzenému masu. Vína přívlastková jsou vhodná k dezertům. Svěží Rulandské je vynikající aperitiv.

### Multimédia
- Ing. Radek Sotolář : Multimediální atlas podnožových, moštových a stolních odrůd révy, Mendelova zemědělská a lesnická universita Brno, zahradnická fakulta v Lednici
- Martin Šimek : Encyklopédie všemožnejch odrůd révy vinné z celýho světa s přihlédnutím k těm, co již ouplně vymizely, 2008-2012